# Aleksandar Cvetković (peintre)
Ne doit pas être confondu avec Aleksandar Cvetković (basket-ball).
Pour les articles homonymes, voir Cvetković.
Aleksandar Cvetković (en serbo-croate Aleksandar Cvetković) né le 27 septembre 1947 à Aleksinac en Serbie, est un peintre serbe.
C'est l'un des principaux représentants du courant hyperréaliste pendant les années 1970 en Serbie. Après avoir vécu à New York au début des années 1980, Cvetkovic penche vers le néo-expressionnisme.

## Activité
Cvetković a organisé plus de 70 expositions autonomes et participé à de nombreuses manifestations artistiques.
Il a obtenu de nombreux prix pour la peinture et dessins tels que : 
- Prix de la Biennale "Yava", New York, 1980;
- Prix de la Biennale d'Alexandrie des pays de la Mediterranée, Alexandrie, 1980;
- Prix du Salon international de dessins, Nuremberg 1979;
- Prix de la Triennale internationale des dessins, Wrocław, 1979, 1982;
- Prix du Salon Octobre, Belgrade, 1977, 1988.